# سد نورك
سد نورِك هو سد ردمي يقع على مجرى نهر فخش في جمهورية طاجكستان، يبلغ ارتفاع السد نحو 300 متر وهو بذلك يعد أعلى سد في العالم حتى عام 2012 .

## الإنشاء
ابتدأ بناء السد في عام 1961 وانتهى في عام 1980 عندما كانت طاجيكستان لا تزال ضمن الاتحاد السوفيتي. في وسط السد المصنوع من الأتربة والصخور، يوجد البناء الخرساني مشكلا حاجزًا صامدا ضد الماء. حجمه 54 مليون م3.
وضع في الخدمة بين عامي 1972 و 1979.
يبلغ طول السد 700 م فقط على مستوى تاجه. تم بناؤه في ممر ضيق وعميق حيث يتدفق نهر فخش، يبعد بمسافة خط مستقيم 55 كم اتجاه شرق-جنوب-شرق من عاصمة البلاد، دوشانبي.
  وتقع بالقرب من السد بلدة تسمى أيضا نوريك، وتأوي المهندسين وغيرهم من العمال العاملين في محطة توليد الكهرباء المرتبطة بالسد.

## توليد الكهرباء

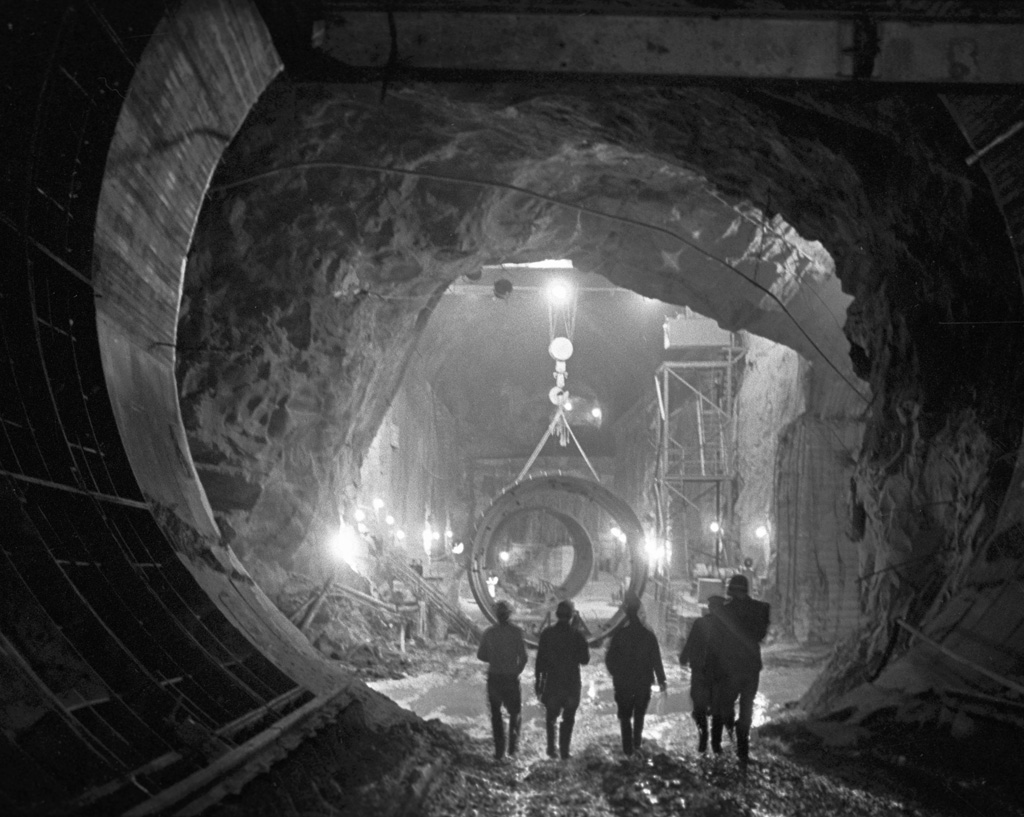
بناء محطة نورك الكهرومائية: عمّال في النفق الذي ينقل مياه الخزان إلى توربينات المحطة

تم تركيب تسع وحدات كهرومائية في مصنع نورك، الذي تم تشغيله بين عامي 1972 و 1979. في البداية، كان لكل من هذه التوربينات قدرة 335 ميغاواط (ما مجموعه 2,700  ميغاواط ) ، ولكن تم تحويلها معا لتطوير قدرة 3,000 ميغاواط. في عام 1994، كان المصنع ينتج معظم الطاقة الكهرمائية في البلاد والتي تبلغ 4,000 ميغاواط، وهو ما يكفي لإنتاج 98 ٪ من احتياجات البلاد من الكهرباء.
ويستهلك جزء كبير من الكهرباء المنتجة من السد في صناعة الألومنيوم الموجودة بتورسونزاده.

## الخزان

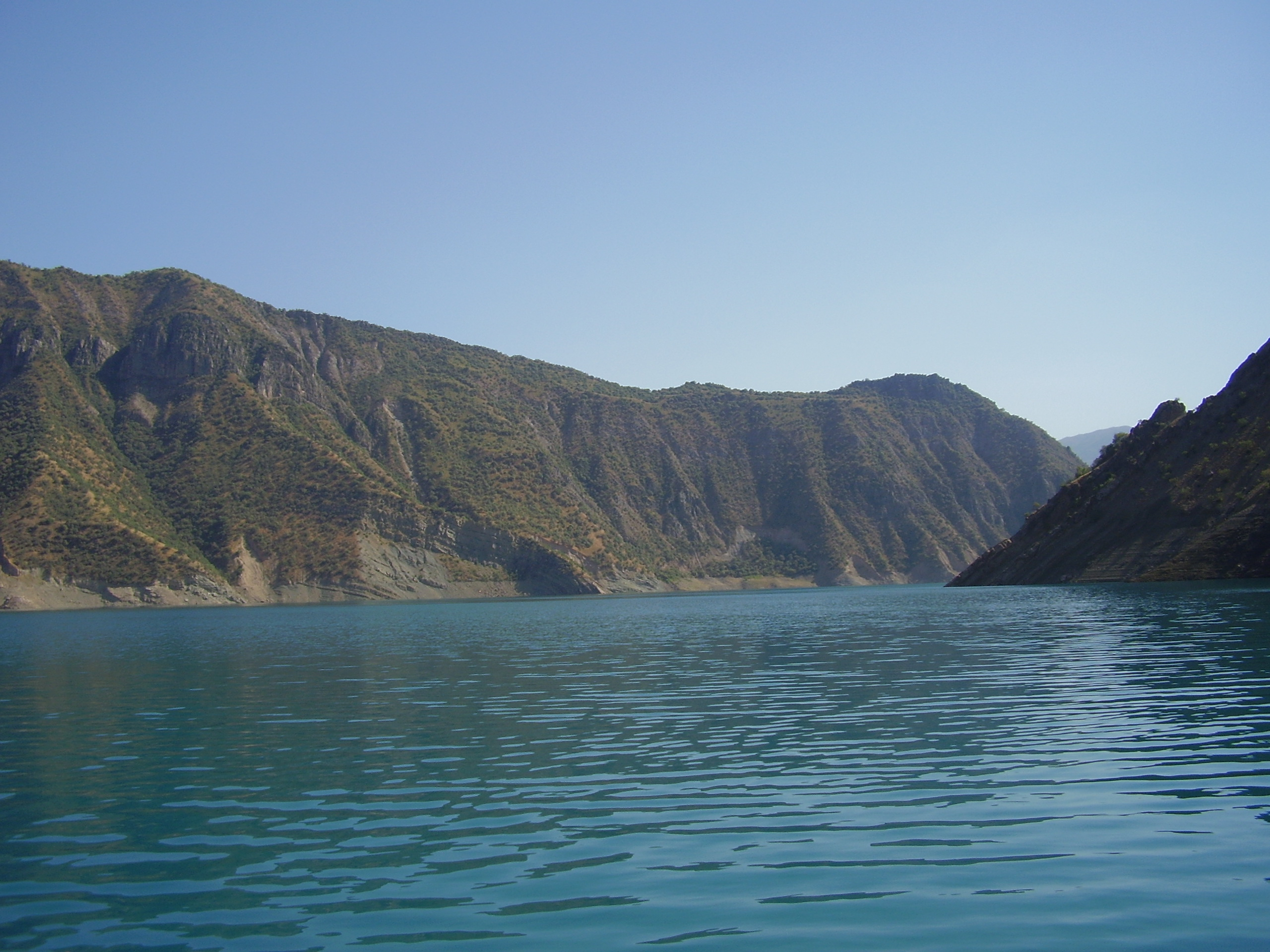
سد بحيرة نوريك.

تعد بحيرة الخزان التي يتكون منها سد نوريك أكبر خزان في البلاد بطاقة 10.5 كم3 (10.5 مليار متر مكعب). تمتد البحيرة على 70 كم خلف السد وتبلغ مساحتها 98 كم2. يغذي الخزان المصنع الكهرومائي الموجود داخل السد ويستخدم أيضًا لري الأراضي الزراعية المحيطة.
يتم نقل مياه الري بعيدا مسافة 14 كم بفضل نفق الري في دانغارا ، والذي يسمح لري 70,000 هكتار من الأراضي الزراعية.

## اانظر أيضا

### مقالات ذات صلة
- آمو داريا
- نهر فخش
- قائمة بأعلى السدود

### روابط خارجية
- خريطة فاخش مع موقع تسعة سدود على النهر نسخة محفوظة 19 فبراير 2006 على موقع واي باك مشين. (بالإنجليزية)
- AQUASTAT - نظام معلومات المنظمة عن المياه والزراعة: طاجيكستان (1997) قسم تنمية الأراضي والمياه لدى المنظمة. (بالإنجليزية)